# Équipe de Sierra Leone féminine de football
Cet article traite de l'équipe féminine. Pour l'équipe masculine, voir Équipe de Sierra Leone de football.
Maillots
L'équipe de Sierra Leone féminine de football est l'équipe nationale qui représente la Sierra Leone dans les compétitions internationales de football féminin. Elle est gérée par la Fédération de Sierra Leone de football. 
Son premier match officiel a lieu en 1994, à l'occasion du Championnat d'Afrique de football féminin 1995, qui est la seule apparition des Sierra-léonaises dans la compétition. La sélection n'a jamais participé à une phase finale de Coupe du monde ou des Jeux olympiques.